# 石松屬
石松屬（学名：Lycopodium）是石松科中的一屬，無花，有維管束，陸生或附生；莖為多分枝、直立、平臥或匍匐；葉小，簡單，針狀或鱗狀，且濃密地覆蓋住莖及支幹。葉中有單一、無分支的維管束，稱做小葉。孢子囊為腎形，之中的孢子為同形孢子，長在直立莖末端呈錐狀的葉子（孢子葉）的葉片上緣。
扁枝石松屬（Diphasiastrum）、小石松屬（Lycopodiella）及石杉屬（Huperzia）曾被歸類於石松屬中，但現在皆分別分成了不同的屬。還有一些學者分出很多的屬來，如包含玉柏的 Dendrolycopodium　及包含杉葉蔓石松的 Spinulum。
石松屬及扁枝石松屬的部分物種的孢子被稱為石松子，可用做草藥使用。

## 物種

### 石松组 （Section Lycopodium）
- 阿伯德爾石松 Lycopodium aberdaricum - 中非及南非
- Lycopodium alboffii - 南美洲最南端及福克蘭群島
- 華中石松 Lycopodium centrochinense - 東亞（中國中部至印度及菲律賓）
- 東北石松 Lycopodium clavatum - 亞世界性分佈
- Lycopodium diaphanum - 崔斯坦達庫尼亞群島
- Lycopodium hygrophilum - 新幾內亞
- 中間石松 Lycopodium interjectum - 中國西南部（四川省）
- 日本石松 Lycopodium japonicum - 東亞（日本西部且南至印度及斯里蘭卡
- Lycopodium lagopus - 北極附近及亞北極
- Lycopodium papuanum - 新幾內亞
- Lycopodium pullei - 新幾內亞
- 密葉石松 Lycopodium simulans - 中國西南部（雲南省）
- 大理石松 Lycopodium taliense - 中國西南部（雲南省）
- Lycopodium venustulum - 夏威夷、薩摩亞及社會群島
- Lycopodium vestitum 南美洲西北部（安地斯山脈）

### 玉柏組
- Lycopodium dendroideum - 北美洲北部
- Lycopodium hickeyi - 北美洲東北部
- 玉柏 Lycopodium juniperoideum 東北亞（西伯利亞中部至臺灣）
- 笔直石松 Lycopodium obscurum - 北美洲東北部、東北亞

### 杉葉蔓石松組
- 矮石松 Lycopodium alticola - 中國西南部
- 杉葉蔓石松 Lycopodium annotinum - 北半球溫帶區
- Lycopodium dubium - 歐洲及亞洲的溫帶區與亞北極區
- Lycopodium subarcticum - 西伯利亞東北部
- 成層石松 Lycopodium zonatum - 西藏東南部

### SectionDiphasium
- Lycopodium gayanum - 智利中南部及相鄰的阿根廷最西端
- Lycopodium jussiaei - 南美洲北部、加勒比地區
- Lycopodium scariosum - 澳洲東南部、紐西蘭、婆羅洲（京那巴魯山）

### 木賊葉石松組 （Section Lycopodiastrum）
- 木賊葉石松 Lycopodium casuarinoides - 東南亞（日本至不丹及婆羅洲）

### SectionMagellanica
- Lycopodium assurgens - 巴西（米納斯吉拉斯、聖卡塔琳娜州）
- Lycopodium confertum - 南美洲南部及福克蘭群島
- Lycopodium fastigiatum - 澳洲東南部、紐西蘭
- Lycopodium magellanicum - 南美洲及中美洲（安地斯山脈）、大西洋南部及印度洋南部的島嶼
- Lycopodium paniculatum - 南美洲南部（安地斯山脈）

### SectionPseudolycopodium
- 新喀里多尼亞石松 Lycopodium deuterodensum　-　澳洲東部、新喀里多尼亞、紐西蘭

### SectionPseudodiphasium
- Lycopodium spectabile - 爪哇島
- Lycopodium volubile- 太平島西南部的島嶼（紐西蘭至爪哇島）、澳洲（昆士蘭州）

### 其它
- 閩浙石松 Lycopodium minchegense - 中國東南部（福建省）